# Acuponana fona
Acuponana fona är en insektsart som beskrevs av Delong och Freytag 1970. Acuponana fona ingår i släktet Acuponana och familjen dvärgstritar. Inga underarter finns listade i Catalogue of Life.